# Louis-Jean-François Lagrenée
Louis-Jean-François Lagrenée (født 30. december 1724 i Paris, død 19. juni 1805 i samme by) var en fransk historiemaler fra rokokotiden, bror til Jean-Jacques Lagrenée og far til Anthelme-François Lagrenée. Han malede primært mytologiske scenerier i en stil beslægtet med François Bouchers.
Han var elev af Carle van Loo, blev 1749 indehaver af Rom-prisen (på værket Josef tolker Faraos drøm, som er gået tabt), vendte i 1753 hjem fra sit ophold i Rom, blev 1755 medlem af og 1758 professor ved Académie royale de peinture et de sculpture, virkede nogle år som hofmaler for kejserinde Elisabeth og direktør for Det kejserlige kunstakademi i Sankt Petersborg, fra 1781 som direktør for Det Franske Akademi i Rom og endte, efter adskillige genvordigheder i revolutionsårene, som rektor for École des Beaux-Arts i Paris og konservator ved Louvre.
Den 15. juli 1804 blev han udnævnt til Ridder af Æreslegionen af kejser Napoleon.
Talrige arbejder af Lagrenée findes i franske museer, i Louvre-samlingen Retfærdighed og nåde og Dejaneiras rov, et portræt af den russiske kejserinde Elisabeth i museet i Douai, nogle værker i Nationalmuseum i Stockholm. Han raderede også. 